# Stephanie Venier
Stephanie Venier (Innsbruck, 19 dicembre 1993) è un'ex sciatrice alpina austriaca, campionessa del mondo nel supergigante a Saalbach-Hinterglemm 2025.

## Biografia
Stephanie Venier ha esordito nel Circo bianco il 9 dicembre 2008 in uno slalom speciale, valido ai fini del punteggio FIS, a Jerzens giungendo 35ª. Ha debuttato in Coppa Europa nel 2012, in discesa libera a Bad Kleinkirchheim piazzandosi 19ª, e l'anno successivo in Coppa del Mondo a Sankt Anton am Arlberg. Sempre nel 2013 ha partecipato anche ai Mondiali juniores del Québec conquistando la medaglia d'oro in supergigante e l'argento in discesa.
Nel 2014 ha ottenuto il suo primo podio in Coppa Europa, giungendo terza nella discesa di Innerkrems alle spalle della svizzera Corinne Suter e della francese Margot Bailet, oltre ad aver vinto l'argento ai Mondiali juniores di Jasná (in Slovacchia) in supergigante. Il 22 gennaio 2017 ha colto il suo primo podio in Coppa del Mondo, classificandosi 2ª nel supergigante di Garmisch-Partenkirchen; ha esordito ai Campionati mondiali a Sankt Moritz 2017, dove ha vinto la medaglia d'argento nella discesa libera e si è classificata 7ª nel supergigante, e ai Giochi olimpici a Pyeongchang 2018, dove non ha completato la discesa libera.
Il 27 gennaio 2019, nella discesa libera di Garmisch-Partenkirchen, ha ottenuto la sua prima vittoria in Coppa del Mondo; ai successivi Mondiali di Åre 2019 è stata 4ª nella discesa libera e non ha completato il supergigante, a quelli di Cortina d'Ampezzo 2021 si è piazzata 20ª nel supergigante, a quelli di Courchevel/Méribel 2023 è stata 7ª nella discesa libera e a quelli di Saalbach-Hinterglemm 2025 ha vinto la medaglia d'oro nel supergigante, quella di bronzo nella combinata a squadre e si è classificata 9ª nella discesa libera.
Il 7 agosto 2025, all'età di 31 anni, ha annunciato il ritiro dall'attività agonistica.

## Palmarès

### Mondiali
- 3 medaglie:
  - 1 oro (supergigante a Saalbach-Hinterglemm 2025)
  - 1 argento (discesa libera a Sankt Moritz 2017)
  - 1 bronzo (combinata a squadre a Saalbach-Hinterglemm 2025)

### Mondiali juniores
- 3 medaglie:
  - 1 oro (supergigante a Québec 2013)
  - 2 argenti (discesa libera a Québec 2013; supergigante a Jasná 2014)

### Coppa del Mondo
- Miglior piazzamento in classifica generale: 9ª nel 2019
- 12 podi (6 in discesa libera, 6 in supergigante):
  - 3 vittorie (2 in discesa libera, 1 in supergigante)
  - 5 secondi posti (1 in discesa libera, 4 in supergigante)
  - 4 terzi posti (3 in discesa libera, 1 in supergigante)

#### Coppa del Mondo - vittorie
| Data             | Località               | Paese    | Specialità |
| ---------------- | ---------------------- | -------- | ---------- |
| 27 gennaio 2019  | Garmisch-Partenkirchen | Germania | DH         |
| 26 gennaio 2024  | Cortina d'Ampezzo      | Italia   | DH         |
| 18 febbraio 2024 | Crans-Montana          | Svizzera | SG         |

Legenda:

DH = discesa libera

SG = supergigante

### Coppa Europa
- Miglior piazzamento in classifica generale: 25ª nel 2014
- 2 podi:
  - 2 terzi posti

### Campionati austriaci
- 3 medaglie[2]:
  - 1 oro (supergigante nel 2013)
  - 1 argento (discesa libera nel 2022)
  - 1 bronzo (discesa libera nel 2012)

### Campionati austriaci juniores
- 1 medaglia[3]:
  - 1 bronzo (supergigante nel 2010)